# Операция «Песчаник»
Операция «Песчаник» (англ. Operation «Sandstone») — третья серия испытаний атомной бомбы из 3 ядерных взрывов, проведённая США в 1948 г. на атолле Эниветок (Маршалловы Острова). Операция Sandstone следовала за Crossroads и предшествовала операции Ranger. Атолл Эниветок входил в тот же Тихоокеанский испытательный полигон (англ. Pacific Proving Ground, PPG), что и атолл Бикини, на котором проходила предыдущая серия испытательных взрывов.
Приказ о проведении операции был отдан президентом США Гарри Трумэном 27 июня 1947 г. В ноябре 1947 г. на Эниветок прибыли бригады строителей, началось возведение инфраструктуры.
В отличие от операции «Перекрёстки», эта серия испытаний проводилась Комиссией по атомной энергии США (англ. Atomic Energy Commission’s, AEC) с научными целями, для модернизации ядерного оружия. Военные играли в ней лишь вспомогательную роль. Испытания проводились военизированной организацией Joint Task Force 7 (JTF 7). Целью операции была проверка усовершенствований в конструкции ядерного оружия. Был предпринят обширный комплекс мер для защиты персонала от радиации, включая измерение индивидуальных доз облучения, усиленное прогнозирование погоды, эвакуацию персонала и местного населения из опасных зон и так далее.
В ходе операции тестировались атомные бомбы второго поколения. Во-первых, во всех испытанных устройствах между темпером из урана-238 и ядром заряда был оставлен зазор. Во-вторых, само ядро заряда теперь выполнялось не из чистого плутония, а из сплава плутония с высокообогащенным ураном (заряд X-Ray) или только из высокообогащенного урана (остальные два). Этого потребовала промышленность: производство обогащенного урана сильно обгоняло наработку плутония. В ходе испытаний проверялось:
- влияние толщины темпера (до сих пор во всех бомбах он делался толщиной 7 см);
- влияние количества распадающегося материала в ядре бомбы;
- испытывался новый «ёжик» из полониево-бериллиевого сплава (до сих пор нейтронный инициатор делался из чистого полония-210).

Все идеи, проверяемые в этой серии взрывов, однако, разрабатывались в Лос-Аламосе ещё в годы войны. По итогам испытаний в ядерном арсенале США началась немедленная замена старых бомб на построенные на основе зарядов X-Ray и Zebra, в результате чего арсенал увеличился на 75 %. Все 3 заряда были взорваны на вышках высотой 200 футов (61 м).

## Список ядерных взрывов Sandstone
| Испытания | Дата                 | Место                                          | Мощность | Замечания  | Изображение                                                                                              |  |
| --------- | -------------------- | ---------------------------------------------- | -------- | ---------- | --- |  |
| X-Ray     | 15 апреля 1948 06:17 | остров Энгеби 11°39′46″ с. ш. 162°14′16″ в. д. | 37 кт    | 61 м башня | Весовое соотношение урана и плутония в ядре — 2:1. Прореагировало около 35 % плутония и более 25 % урана |  |
| Yoke      | 1 мая 1948 06:09     | остров Аомон 11°36′56″ с. ш. 162°19′10″ в. д.  | 49 кт    | 61 м башня | Рекорд мощности заряда продержался до 1951 г., однако конструкция заряда была признана неэффективной.    |  |
| Zebra     | 15 мая 1948 06:04    | остров Рунит 11°32′07″ с. ш. 162°21′38″ в. д.  | 18 кт    | 61 м башня | Самый слабый взрыв,но конструкция была признанна самой эффективной.                                      |  |